# Placówka Straży Celnej „Solinka”

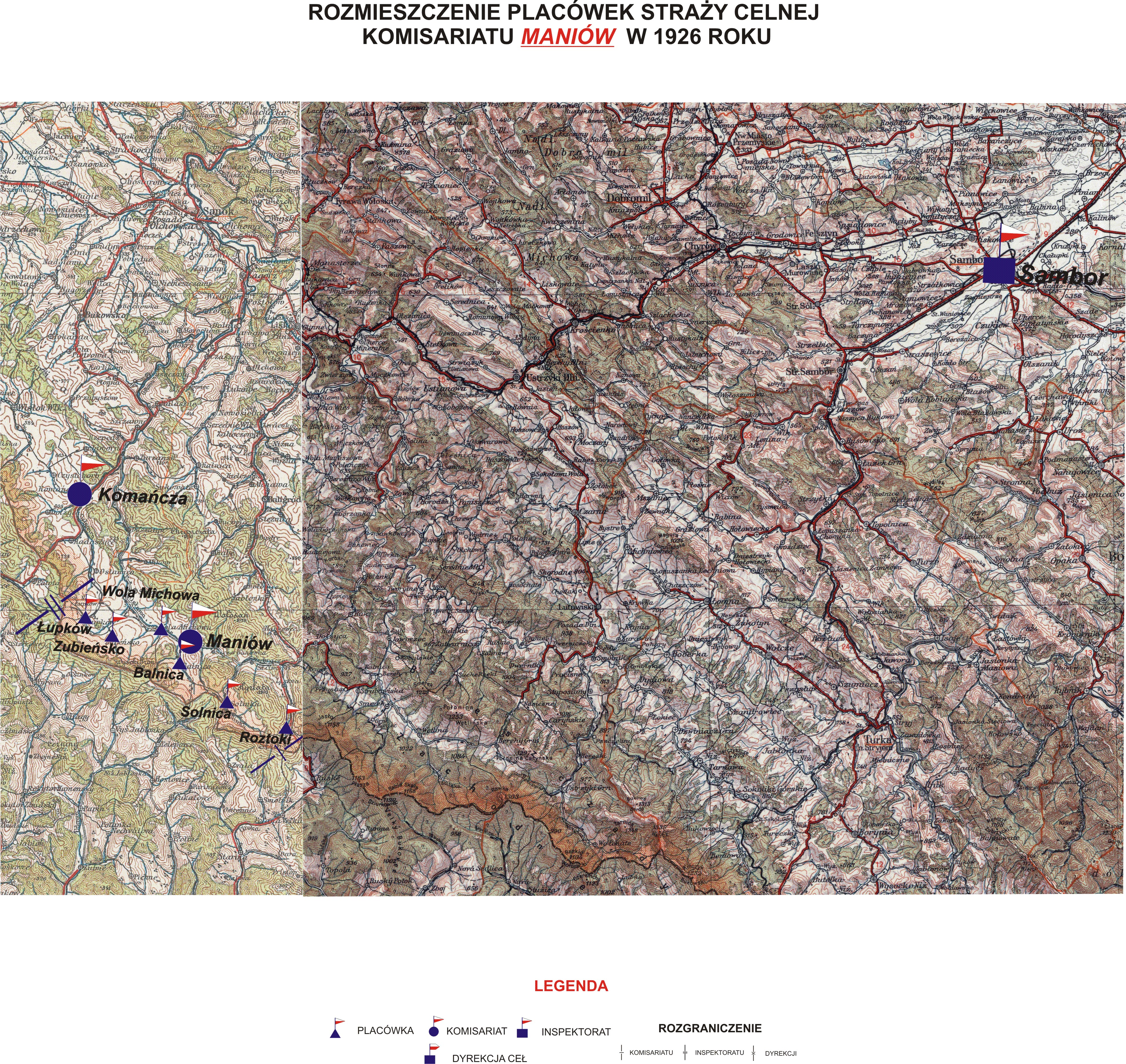
Rozmieszczenie placówek SC Komisariatu Maniów w 1926 r.

Placówka Straży Celnej „Solinka” – jednostka organizacyjna Straży Celnej pełniąca w okresie międzywojennym służbę ochronną na granicy polsko-czechosłowackiej.

## Formowanie i zmiany organizacyjne
Na wniosek Ministerstwa Skarbu, uchwałą z 10 marca 1920 roku, powołano do życia Straż Celną. Od połowy 1921 roku jednostki Straży Celnej rozpoczęły przejmowanie odcinków granicy od pododdziałów Batalionów Celnych. W 1922 roku w Komańczy stacjonował sztab 3 kompanii 6 batalionu celnego. Kompania wystawiała między innymi placówkę w Solince. Proces tworzenia Straży Celnej trwał do końca 1922 roku. Placówka Straży Celnej „Solinka” weszła w podporządkowanie komisariatu Straży Celnej „Maniów” z Inspektoratu SC „Sambor”.
W drugiej połowie 1927 roku przystąpiono do gruntownej reorganizacji Straży Celnej. W praktyce skutkowało to rozwiązaniem tej formacji granicznej. Ochronę północnej, zachodniej i południowej granicy państwa przejęła powołana z dniem 2 kwietnia 1928 roku Straż Graniczna.
Rozkazem nr 2 z 16 stycznia 1939 roku w sprawie przejęcia odcinka granicy polsko-niemieckiej od Korpusu Ochrony Pogranicza na terenie Mazowieckiego Okręgu Straży Granicznej oraz przekazania Korpusowi Ochrony Pogranicza odcinka granicy na terenie Wschodniomałopolskiego Okręgu Straży Granicznej, komendant Straży Granicznej płk Jan Jur-Gorzechowski utworzył komisariat Straży Granicznej „Cisna”. Tym samym rozkazem przemianował posterunek SG „Solinka” na placówkę I linii „Solinka”

## Funkcjonariusze placówki
Kierownicy placówki
| stopień          | imię i nazwisko, numer | okres pełnienia służby | kolejne stanowisko |
| ---------------- | ---------------------- | ---------------------- | ------------------ |
| starszy strażnik | Jan Stankiewicz (794)  | był w 1926             |                    |

Obsada personalna placówki w 1926:
- starszy strażnik Jan Stankiewicz (794)
- strażnik Franciszek Torchała (981)
- strażnik Szczepan Ślipko (2252)
- strażnik Władysław Skrzypczak (2275)
- strażnik Franciszek Sułowicz (1872)